# Jason Livingston
Jason Livingston (* 17. März 1971 im London Borough of Croydon) ist ein ehemaliger britischer Sprinter.
1990 wurde er Sechster über 60 Meter bei den Halleneuropameisterschaften in Glasgow und Vizejuniorenweltmeister über 100 Meter. Bei den Weltmeisterschaften 1991 in Tokio schied er über 100 Meter im Vorlauf aus.
1992 gewann er bei den Halleneuropameisterschaften in Genua Gold über 60 Meter und wurde in die britische Olympiaauswahl berufen. Kurz vor den Spielen wurde er bei einer Trainings-Dopingkontrolle am 15. Juli 1992 positiv auf Metandienon getestet, suspendiert und des olympischen Dorfes verwiesen. Seine Klage gegen die daraufhin verhängte Sperre von vier Jahren wegen dieses Verstoßes gegen die Dopingbestimmungen scheiterte im Jahr darauf, als er eingestand, ein Nahrungsergänzungsmittel eingenommen zu haben, das ohne sein Wissen diese Substanz enthielt.
Bei den Hallenweltmeisterschaften 1999 in Maebashi wurde er Siebter über 60 Meter.

## Persönliche Bestzeiten
- 60 m (Halle): 6,51 s, 8. Februar 1992, Glasgow
- 100 m: 10,09 s, 13. Juni 1992, London
- 200 m: 21,01 s, 28. Juni 1992, Birmingham
  - Halle: 21,39 s, 17. Januar 1999, Birmingham